# Zimbabwe
Zimbabwe (tên chính thức là: Cộng hòa Zimbabwe, trước đây từng được gọi là Nam Rhodesia, Cộng hòa Rhodesia và sau đó là Zimbabwe Rhodesia) là một quốc gia không giáp biển nằm ở phía nam lục địa Phi, bị kẹp giữa hai con  sông Zambezi và Limpopo. Zimbabwe có chung đường biên giới với các nước Nam Phi ở phía nam; Botswana ở phía tây nam; Mozambique ở phía đông và Zambia ở phía tây bắc. Zimbabwe được đặt tên theo thành phố được xây bằng đá nổi tiếng vào thế kỷ XIV - Đại Zimbabwe nằm ở đông nam quốc gia này. Zimbabwe nổi tiếng với thác Victoria ở trên sông Zambezi và nhiều khu bảo tồn hoang dã. Quốc gia này có 16 ngôn ngữ chính thức, trong đó tiếng Anh, tiếng Shona, và tiếng Bắc Ndebele được sử dụng phổ biến nhất.

## Tài nguyên
Cái tên Zimbabwe xuất xứ từ "Dzimba dza mabwe," có nghĩa "Nhà của đá" trong tiếng Shona.

## Địa lý và môi trường
Zimbabwe là một quốc gia nằm kín trong lục địa ở miền nam châu Phi. Đa phần nước này nằm ở trung tâm cao nguyên trung tâm (thảo nguyên cao) trải dài từ tây nam tới tây bắc ở các cao độ trong khoảng giữa 1200 và 1600m. Vùng phía đông nhiều đồi núi với Núi Nyangani là điểm cao nhất ở độ cao 2,592 m. Khoảng 20% quốc gia là thảo nguyên thấp dưới 900m. Thác Victoria, một trong những thác nước lớn nhất và đẹp nhất thế giới, nằm ở tây nam nước này như một phần của sông Zambesi. Zimbabwe có khí hậu nhiệt đới với một mùa mưa thường từ tháng 11 tới tháng 3. Khí hậu ôn hoà nhờ độ cao.

### Các vấn đề môi trường
Nhiều vùng rộng lớn của Zimbabwe từng có rừng bao phủ, rừng cây bụi châu Phi, với đời sống hoang dã phong phú. Sự nghèo đói, tăng trưởng dân số và thiếu hụt nhiên liệu đã dẫn tới tình trạng phá rừng trên diện rộng cùng nạn săn bắn trộm đã làm suy giảm đáng kể thiên nhiên hoang dã. Phá rừng và sự xuống cấp đất là một vấn đề lớn và đã dẫn tới tình trạng xói mòn làm giảm lượng đất màu mỡ. Việc khai thác mỏ quản lý kém đã dẫn tới sự nhiễm độc và ô nhiễm kim loại.

## Lịch sử
Ở thời Trung Cổ, đã có một nền văn minh trong vùng, được thể hiện rõ qua các tàn tích tại Đại Zimbabwe, gần Masvingo và các địa điểm nhỏ hơn khác. Địa điểm khảo cổ học chính là một kiến trúc đá khô độc nhất. Khoảng đầu thế kỷ thứ X, thương mại phát triển với các thương nhân Hồi giáo trên bờ biển Ấn Độ Dương, giúp phát triển Vương quốc Mapungubwe ở thế kỷ XI. Đây là tiền thân của các nền văn minh Shona ấn tượng hơn sẽ thống trị vùng.

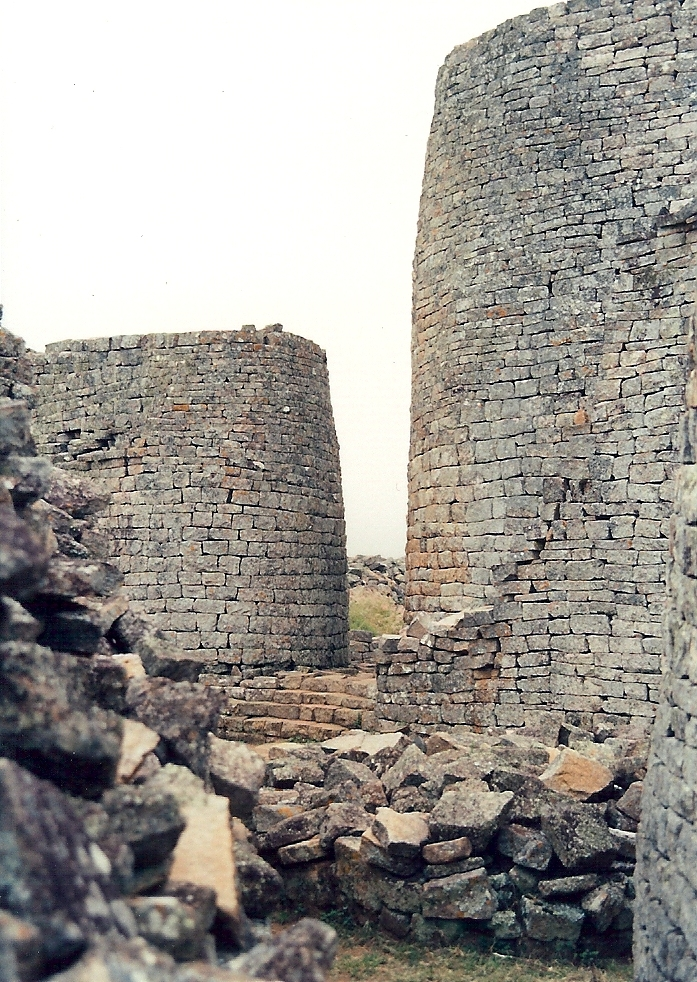
Các tháp của Đại Zimbabwe

### Thời tiền thuộc địa (1000–1887)
Các xã hội nói tiếng Shona nguyên thủy lần đầu tiên xuất hiện ở trung tâm châu thổ Limpopo ở thế kỷ thứ IX trước khi di chuyển tới các cao nguyên Zimbabwe. Cao nguyên Zimbabwe cuối cùng trở thành trung tâm của các nhà nước Shona sau đó. Vương quốc Mapungubwe là quốc gia đầu tiên trong một loạt các quốc gia thương mại tinh vi đã phát triển ở Zimbabwe khi những nhà thám hiểm đầu tiên của châu Âu từ Bồ Đào Nha đặt chân tới. Họ trao đổi vàng, ngà voi và đồng để lấy vải vóc và thủy tinh. Từ khoảng năm 1250 cho tới năm 1450, Mapungubwe bị lấn át bởi Vương quốc Zimbabwe. Nhà nước Shona này tiếp tục phát triển và mở rộng kiến trúc đá của Mapungubwe, vẫn còn tồn tại tới ngày nay tại những tàn tích của kinh đô vương quốc Đại Zimbabwe. Từ khoảng 1450–1760, Zimbabwe nhường bước trước Vương quốc Mutapa. Nhà nước Shona cai trị hầu hết khu vực là lãnh thổ Zimbabwe hiện tại và nhiều vùng thuộc trung tâm Mozambique. Nó được gọi theo nhiều cái tên gồm cả Đế chế Mutapa, cũng được gọi là Mwene Mutapa hay Monomotapa cũng như "Munhumutapa" và nổi tiếng về những con đường buôn bán vàng với người Ả Rập và Bồ Đào Nha. Tuy nhiên, những người định cư Bồ Đào Nha đã phá huỷ nền thương mại và gây ra một loạt các cuộc chiến tranh khiến đế chế gần như sụp đổ vào đầu thế kỷ XVII.
Như một sự phản ứng trực tiếp với sự gây hấn của người Bồ Đào Nha trong nội địa, một nhà nước Shona mới xuất hiện được gọi là Đế chế Rozwi. Dựa trên sự phát triển quân sự, chính trị và tôn giáo từ hàng thế kỷ, người Rozwi (có nghĩa "những kẻ huỷ diệt") đã đẩy lùi người Bồ Đào Nha ra khỏi cao nguyên Zimbabwe bằng vũ lực. Người Rozwi tiếp tục truyền thống xây dựng công trình đá của các vương quốc Zimbabwe và Mapungubwe trong khi thêm vào kho vũ khí của mình súng ống và phát triển một đội quân chuyên nghiệp để bảo vệ các con đường thương mại của mình cũng như để đi chinh phục.
Năm 1834, người Ndebele xuất hiện sau khi phải bỏ chạy trước thủ lĩnh người Zulu là Shaka, lập ra đế chế mới của họ trong vùng, Matabeleland. Năm 1837–38, Đế chế Rozwi cùng với các quốc gia Shona bị người Ndebele, những người tới từ miền nam Limpopo chinh phục và buộc họ phải triều cống và sống tập trung ở miền bắc Zimbabwe.

### Thời kỳ thuộc địa (1888–1965)

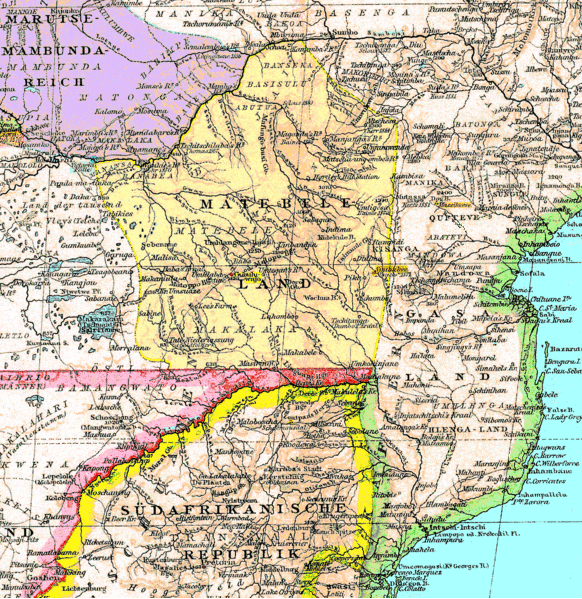
Matabeleland in the 1800s.

Những năm 1880, người Anh xuất hiện với Công ty Đông Ấn Nam Phi Anh của Cecil Rhodes. Năm 1898, cái tên Nam Rhodesia được chấp nhận. Năm 1888, nhân vật thực dân Anh là Cecil Rhodes được nhượng các quyền khai mỏ từ Vua Lobengula của người Ndebele. Cecil Rhodes đã đề trình sự nhượng quyền này để thuyết phục chính phủ Vương quốc Anh trao một hiến chương hoàng gia cho Công ty Nam Phi Anh (BSAC) với Matabeleland, và các quốc gia phụ thuộc của nó như Mashonaland. Rhodes tìm kiếm sự cho phép đàm phán những sự nhượng quyền tương tự với mọi lãnh thổ giữa sông Limpopo và hồ Tanganyika, khi ấy được gọi là 'Zambesia'. Theo các điều khoản của những sự nhượng quyền và các hiệp ước ở trên, Cecil Rhodes thúc đẩy sự thực dân hoá đất đai trong vùng, với sự kiểm soát của Anh về nhân công cũng như các kim loại quý và các nguồn tài nguyên khoáng sản khác. Năm 1895 BSAC chấp nhận cái tên 'Rhodesia' cho lãnh thổ Zambesia, để vinh danh Cecil Rhodes. Năm 1898 'Nam Rhodesia' trở thành tên gọi chính thức cho vùng nam Zambezi, sau này trở thành Zimbabwe. Vùng phía bắc bị quản lý riêng biệt bởi BSAC và sau này được đặt tên là Bắc Rhodesia (hiện là Zambia).
Người Shona đã tổ chức các cuộc nổi dậy nhưng không thành công (được gọi là Chimurenga) chống lại sự xâm lấn đất đai của họ, từ những khách hàng của BSAC và Cecil Rhodes năm 1896 và 1897. Sau những cuộc nổi dậy bất thành năm 1896–97 các nhóm Ndebele và Shona trở thành đối tượng quản lý của Rhodes và vì thế càng làm gia tăng sự định cư trên diện rộng của người châu Âu dẫn tới sự phân phối lại đất đai với ưu tiên dành cho người châu Âu, buộc người Shona, Ndebele, và các nhóm người thổ dân khác phải dời bỏ chỗ ở.
Nam Rhodesia trở thành một thuộc địa Anh tự quản tháng 10 năm 1923, sau một cuộc trưng cầu dân ý năm 1922. Những người Rhodesian đã chiến đấu cho Vương quốc Anh trong Thế Chiến II, chủ yếu tại Chiến dịch Đông Phi chống lại các lực lượng Phe Trục tại Đông Phi Italia.
Năm 1953, trước sự phản đối của châu Phi, Anh hợp nhất hai thuộc địa Rhodesia với Nyasaland (hiện là Malawi) với sự yểu mệnh của Liên bang Rhodesia và Nyasaland bị thống trị bởi Nam Rhodesia. Sự phát triển của chủ nghĩa quốc gia châu Phi và sự bất đồng nói chung, đặc biệt tại Nyasaland, đã khiến người Anh phải giải tán Liên minh năm 1963, hình thành nên ba thuộc địa. Khi sự cai trị thuộc địa chấm dứt trên khắp lục địa châu Phi và khi các chính phủ đa số châu Phi nắm quyền tại hai quốc gia láng giềng là Bắc Rhodesia và Nyasaland, chính phủ thiểu số da trắng tại Rhodesia dưới sự lãnh đạo của Ian Smith đã thực hiện một Đơn phương Tuyên bố Độc lập (UDI) khỏi Vương quốc Anh ngày 11 tháng 11 năm 1965, hoàn toàn bác bỏ kế hoạch của người Anh rằng nước này sẽ trở thành một nền dân chủ đa sắc tộc. Vương quốc Anh coi hành động này như một sự phản loạn, nhưng không cố tìm cách tái lập kiểm soát bằng vũ lực. Chính phủ thiểu số da trắng tuyên bố mình là một nền "cộng hoà" năm 1970. Một cuộc nội chiến diễn ra, với ZAPU của Joshua Nkomo và ZANU của Robert Mugabe với sự hỗ trợ từ các chính phủ Zambia và Mozambique. Dù tuyên bố của Smith không được Vương quốc Anh cũng như bất kỳ một cường quốc lớn nào công nhận, Nam Rhodesia đã bỏ định danh 'Nam', và tuyên bố vị thế quốc gia là Cộng hoà Rhodesia năm 1970.

### UDI và nội chiến (1965–1979)
Sau Đơn phương Tuyên bố Độc lập (UDI), chính phủ Anh yêu cầu Liên hiệp quốc cấm vận kinh tế chống lại Rhodesia khi các cuộc đàm phán với chính quyền Smith năm 1966 và 1968 chấm dứt trong thế bế tắc. Chính quyền Smith tuyên bố mình là một nền cộng hoà năm 1970 và chỉ được Nam Phi công nhận, khi ấy Nam Phi đang nằm dưới sự cai trị của chế độ apartheid. Theo thời gian, cuộc chiến tranh du kích chống lại chính quyền UDI của Ian Smith dần gia tăng. Vì thế, chính phủ Smith đã mở các cuộc đàm phán với các lãnh đạo của hai nhóm kháng chiến chính - Liên minh Quốc gia châu Phi Zimbabwe (ZANU), dưới sự lãnh đạo của Robert Mugabe, và Liên minh Người Phi Zimbabwe (ZAPU), dưới sự lãnh đạo của Joshua Nkomo.
Tháng 3 năm 1978, khi chế độ của mình đã ở bờ vực sụp đổ, Smith ký một thoả thuận với ba nhà lãnh đạo châu Phi, dẫn đầu bởi giám mục Abel Muzorewa, người đề xuất sự bảo vệ cho các thường dân da trắng. Như một kết quả của Hoà giải Nội bộ, các cuộc bầu cử đã được tổ chức vào tháng 4 năm 1979. Đảng Hội đồng Quốc gia châu Phi Thống nhất (UANC) đã giành đa số trong cuộc bầu cử này. Ngày 1 tháng 6 năm 1979, lãnh đạo của UANC, Abel Muzorewa, trở thành thủ tướng quốc gia và tên nước được đổi thành Zimbabwe Rhodesia. Hoà giải nội bộ vẫn để lại quyền kiểm soát cảnh sát, các lực lượng an ninh, dịch vụ dân sự và tư pháp trong tay người da trắng. Nó đảm bảo người da trắng có được khoảng một phần ba ghế trong nghị viện. Tuy nhiên, ngày 12 tháng 6, Thượng viện Hoa Kỳ bỏ phiếu chấm dứt cấm vận kinh tế chống lại Zimbabwe Rhodesia.
Sau cuộc họp lần thứ năm của Chính phủ Lãnh đạo Khối thịnh vượng chung (CHOGM), được tổ chức tại Lusaka, Zambia từ mùng 1 tháng 8 tới mùng 7 tháng 8 năm 1979, chính phủ Anh đã mởi Muzorewa và các lãnh đạo của Mặt trận Ái Quốc tham gia vào hội nghị hiến pháp tại Tòa Lancaster. Mục đích của hội nghị là thảo luận và đạt tới một thoả thuận về các điều khoản của một hiến pháp độc lập và rằng các cuộc bầu cử sẽ được giám sát bởi chính quyền Anh để đảm bảo Rhodesia có được sự độc lập pháp lý và các đảng sẽ giải quyết các khác biệt của họ bằng con đường chính trị. Peter Carrington, Nam tước Carington thứ sáu - Bộ trưởng Ngoại giao và các Vấn đề Khối thịnh vượng chung của Vương quốc Anh, đã chủ trì cuộc hội nghị. Cuộc hội nghị diễn ra từ mùng 10 tháng 9 đến 15 tháng 12 năm 1979 với 47 phiên họp toàn thể. Ngày 1 tháng 12 năm 1979, các đoàn đại biểu của chính phủ Anh và Rhodesian và Mặt trận Yêu nước đã ký kết Thoả thuận Tòa Lancaster, chấm dứt nội chiến.
Abel Muzorewa giữ chức thủ tướng trong một thời gian ngắn năm 1979.

### Độc lập (1980–1999)
Ngài Soames người Anh đã được chỉ định làm toàn quyền kiểm soát quá trình giải giáp lực lượng du kích cách mạng, tổ chức các cuộc bầu cử và trao độc lập cho một chính phủ liên minh không ổn định với Joshua Nkomo, lãnh đạo ZAPU. Trong cuộc bầu cử tháng 2 năm 1980, Mugabe và ZANU của mình giành một thắng lợi lớn.
Tuy nhiên vẫn có sự đối lập với việc Shona giành chiến thắng tại Matabeleland. Tháng 11 năm 1980 Enos Nkala đưa ra những lưu ý tại một cuộc vận động tranh cử ở Bulawayo, trong đó ông cảnh báo ZAPU rằng ZANU sẽ thực hiện một số hành động chống lại họ. Việc này đã khơi nguồn cho cuộc nổi dậy Entumbane lần thứ nhất, trong đó ZIPRA và ZANLA đã đánh nhau trong hai ngày.
Tháng 2 năm 1981 có một cuộc nổi dậy thứ hai, lan tới Glenville và cả Connemara ở vùng Midlands. Quân đội ZIPRA ở những vùng khác thuộc Matabeleland tiến về Bulawayo để tham chiến, và các đơn vị cũ của Rhodesia phải tới để ngăn chặn cuộc xung đột. Hơn 300 người đã thiệt mạng.
Những cuộc nổi dậy này đã dẫn tới cái sẽ được gọi là Gukurahundi (tiếng Shona: "cơn mưa sớm cuốn trôi rơm rác trước những cơn mưa mùa xuân") hay Những vụ thảm sát Matabeleland, diễn ra từ năm 1982 cho tới năm 1985. Mugabe đã sử dụng Lữ đoàn số 5 được huấn luyện tại Bắc Triều Tiên của mình để đàn áp mọi sự kháng cự tại Matabeleland. Ước tính 20,000 người Matabele đã bị giết hại và chôn trong những hố chôn tập thể họ bị buộc phải tự đào cho mình và hàng trăm người khác được cho là đã bị tra tấn. Bạo lực chấm dứt sau khi ZANU và ZAPU đạt một thoả thuận thống nhất năm 1988 hợp nhất hai bên, tạo ra ZANU-PF.
Cuộc bầu cử tháng 3 năm 1990 mang lại một thắng lợi khác cho Mugabe và đảng của ông, giành được 117 trên 120 ghế tranh cử. Các nhà quan sát viên bầu cử ước tính lượng người tham gia bầu cử ở mức chỉ 54% và rằng cuộc bầu cử không tự do và cũng không công bằng.
Trong thập niên 1990 các sinh viên, công đoàn và các công nhân thường tuần hành biểu thị sự bất bình của họ với chính phủ. Các sinh viên biểu tình năm 1990 phản đối các đề xuất tăng cường sự kiểm soát của chính phủ với các trường đại học và một lần nữa năm 1991 và 1992 khi họ đụng độ với cảnh sát. Các công đoàn và công nhân cũng chỉ trích chính phủ trong thời gian này. Năm 1992 cảnh sát đã ngăn cản các thành viên công đoàn tổ chức các cuộc tuần hành chống chính phủ. Năm 1994 tình trạng bất ổn trong ngành công nghiệp càng làm suy yếu nền kinh tế. Năm 1996 các nhân viên dân sự, y tá, và các junior doctor tiến hành đình công về các vấn đề lương bổng. Tình trạng sức khoẻ nói chung của dân chúng bắt đầu sụt giảm đáng kể và tới năm 1997, tới 25% dân số Zimbabwe đã bị ảnh hưởng bởi HIV, virus AIDS.

### Suy tàn (1999–hiện tại)
Các vấn đề đất đai, mà phong trào giải phóng đã hứa hẹn sẽ giải quyết, xuất hiện trở lại như vấn đề chính cho đảng cầm quyền từ năm 1999. Dù có đa số cầm quyền và sự hiện diện của một chương trình cải cách ruộng đất "người muốn bán người muốn mua" từ những năm 1980, ZANU (PF) tuyên bố rằng người da trắng chiếm chưa tới 1% dân số nhưng sở hữu 70% đất canh tác thương mại của quốc gia này (dù những con số trên bị nhiều người bên ngoài Chính phủ Zimbabwe tranh cãi). Mugabe bắt đầu tái phân phối ruộng đất cho người da đen năm 2000 với một sự bắt buộc tái phân phối.
Tính hợp pháp và hợp hiến của quá trình thường xuyên bị tranh cãi tại Toà án Cao cấp và Toà án Tối cao Zimbabwe; tuy nhiên, các cơ quan cảnh sát hiếm khi hành động theo những phán quyết của toà án liên quan tới các vấn đề đó. Việc tịch thu đất canh tác bị ảnh hưởng bởi những trận hạn hán liên tục và thiếu nguồn cung cũng như tài chính dẫn tới một sự sụt giảm mạnh trong xuất khẩu nông nghiệp, vốn là ngành xuất khẩu hàng đầu của nước này. Khai mỏ và du lịch đã vượt qua nông nghiệp. Vì thế, Zimbabwe đang trải qua tình trạng thiếu hụt ngoại tệ mạnh nghiêm trọng, dẫn tới tình trạng siêu lạm phát và thiếu hụt kinh niên nhiên liệu và hàng hoá nhập khẩu. Năm 2002, Zimbabwe bị treo tư cách tại Khối thịnh vượng chung vì những cáo buộc vi phạm nhân quyền trong quá trình tái phân phối đất đai và gian lận bầu cử.
Sau cuộc bầu cử năm 2005, chính phủ đưa ra "Chiến dịch Murambatsvina", một nỗ lực có mục đích loại bỏ các thị trường đen và những ngôi nhà không phép xuất hiện như những căn nhà ổ chuột tại các thị trấn và thành phố. Hành động này đã bị phe đối lập và các nhân vật quốc tế lên án mạnh mẽ, họ cho rằng nó đã khiến một thành phần đáng kể người nghèo trong thành thành phố trở thành vô gia cư. Chính phủ Zimbabwe đã miêu tả chiến dịch như một nỗ lực nhằm cung cấp nhà ở hợp pháp cho dân cư dù họ vẫn chưa cung cấp bất kỳ ngôi nhà mới nào cho những người bị buộc phải rời bỏ nhà cửa.

Một bản đồ thể hiện sự mất an ninh lương thực tại Zimbabwe tháng 6 năm 2008.

Cuộc khủng hoàng kinh tế và lương thực hiện nay ở Zimbabwe, được một số nhà quan sát miêu tả là cuộc khủng hoảng nhân đạo lớn nhất từ khi giành được độc lập, được góp phần ở nhiều cấp độ, từ việc kiểm soát giá và tịch thu đất đai của chính phủ, nạn dịch HIV/AIDS, và một nạn hạn hán ảnh hưởng tới toàn bộ vùng.
Tuổi thọ khi sinh với nam giới ở Zimbabwe đã sụt giảm mạnh từ năm 1990 từ 60 xuống 44, ở mức thấp nhất thế giới. Tuổi thọ với nữ thậm chí còn thấp hơn với 43 tuổi. Số người Zimbabwe sẽ sống khoẻ mạnh khi sinh là 34 với nam và chỉ 33 với nữ. Trái lại, tỷ lệ tử vong trẻ sơ sinh đã tăng từ 53 tới 81 trên 1,000 ca sinh sống trong cùng thời kỳ đó. Bản mẫu:Ở thời điểm, 1.2 triệu người Zimbabwea sống chung với HIV.
Ngày 29 tháng 3 năm 2008, Zimbabwe đã tổ chức một cuộc bầu cử tổng thống cùng với một cuộc bầu cử nghị viện. Ba ứng cử viên chính là Robert Mugabe thuộc Liên minh Quốc gia châu Phi Zimbabwe - Mặt trận Yêu nước (ZANU-PF), Morgan Tsvangirai thuộc PHong trào Thay đổi Dân chủ – Tsvangirai (MDC-T), và Simba Makoni, một ứng cử viên độc lập. Kết của cuộc bầu cử này đã được giấu kín trong bốn tuần, sau đó mọi người được biết rằng MDC đã giành được đa số ghế. Tuy nhiên, Mugabe vẫn giữ quyền kiểm soát bởi Tsvangirai không giành chiến thắng theo tỷ lệ quy định của luật pháp Zimbabwe. Vì thế, các kết quả cuộc bầu cử sẽ loại bỏ Mugabe khỏi quyền lực, không thể giúp đỡ phe đối lập.
Cuối năm 2008, các vấn đề tại Zimbabwe lên tới tình trang khủng hoảng về các lĩnh vực tiêu chuẩn sống, sức khoẻ công cộng (với một trận bùng phát dịch tả lớn tháng 12) và nhiều vấn đề công khác. Việc khai thác kim cương tại Marange ở Chiadzwa trở thành vấn đề được quốc tế quan tâm khi Hội đồng Kim cương Quốc tế kêu gọi một chính sách khẩn cấp về việc buôn lậu và hơn 80 người khai thác lậu đã bị quân đội giết hại.
Tháng 9 năm 2008, một thoả thuận chia sẻ quyền lực được đưa ra giữa Mugabe và Tsvangirai, theo đó Mugabe vẫn giữ chức tổng thống và Tsvangirai trở thành thủ tướng. Tuy nhiên, vì những khác biệt trong các bộ giữa các đảng chính trị, thoả thuận mãi tới ngày 13 tháng 2 năm 2009, hai ngày sau khi Tsvangirai tuyên thệ nhậm chức Thủ tướng Zimbabwe, mới được thi hành đầy đủ.
Mugabe được bầu làm tổng thống một lần nữa trong cuộc bầu cử tổng thống Zimbabwe tháng 7 năm 2013. Cuộc bầu cử này đã bị tờ The Economist cáo buộc là "gian lận"  và tờ Daily Telegraph cáo buộc là "một sự dối trá mới" .
Vào tháng 7 năm 2016, nền kinh tế trong nước sụp đổ dẫn đến một loạt các cuộc biểu tình diễn ra trên toàn quốc. Vào tháng 11 năm 2017, quân đội đã tiến hành một cuộc đảo chính lật đổ Mugabe khỏi quyền lực sau khi Phó Tổng thống Emmerson Mnangagwa bị Mugabe sa thải, đặt Mugabe bị quản thúc tại gia. Mugabe đã chính thức tuyên bố từ chức vào ngày 21 tháng 11 năm 2017, sau 37 năm lãnh đạo đất nước. Vào tháng 12 năm 2017, trang web Zimbabwe News đã đưa ra thống kê cho thấy rằng chính phủ Mugabe đã trực tiếp hoặc gián tiếp gây ra cái chết của ít nhất 3 triệu người Zimbabwe trong 37 năm cai trị 

## Phân chia hành chính

Phân chia hành chính Zimbabwe

Zimbabwe có một chính phủ tập trung và được chia thành tám tỉnh và hai thành phố với vị thế cấp tỉnh, cho các mục đích hành chính. Mỗi tỉnh có một thủ phủ nơi thường tập trung các hoạt động kinh doanh chính thức.
| Tỉnh              | Thủ phủ            |
| ----------------- | ------------------ |
| Bulawayo          | Bulawayo           |
| Harare            | Harare             |
| Manicaland        | Mutare             |
| Mashonaland Trung | Bindura            |
| Mashonaland Đông  | Marondera          |
| Mashonaland Tây   | Chinhoyi           |
| Masvingo          | Thành phố Masvingo |
| Matabeleland Bắc  | Lupane             |
| Matabeleland Nam  | Gwanda             |
| Midlands          | Gweru              |

Những cái tên của hầu hết các tỉnh đều xuất xứ từ Mashonaland và Matabeleland phân chia từ thời thực dân: Mashonaland là lãnh thổ đầu tiên bị chiếm đóng bởi British South Africa Company Pioneer Column và Matabeleland lãnh thổ được chinh phục trong Chiến tranh Matabele lần thứ nhất. Nó gần tương ứng với lãnh thổ tiền thuộc địa của người Shona và người Matabele, dù có những cộng đồng thiểu số kinh tế đáng chú ý ở hầu hết các tỉnh. Mỗi tỉnh nằm dưới sự lãnh đạo của một Thống đốc Tỉnh, được chỉ định bởi Tổng thống. Chính quyền tỉnh được điều hành bởi một Người quản lý Tỉnh, được chỉ định bởi Ủy ban Dịch vụ Công. Các chức năng chính quyền khác tại cấp tỉnh được thực hiện bởi các văn phòng tỉnh của các sở chính phủ quốc gia.
Các tỉnh được chia thành 59 quận và 1,200 khu (thỉnh thoảng được gọi là các khu đô thị). Mỗi quận thuộc quyền lãnh đạo của một Người quản lý Quận, được chỉ định bởi Ủy ban Dịch vụ Công. Cũng có một Hội đồng Quận Nông thôn, chỉ định Người phụ trách hành pháp. Hội đồng Quận Nông thôn gồm các hội viên được bầu từ khu đô thị, Người quản lý Quận và một đại diện của các lãnh đạo (các lãnh đạo truyền thống được bầu theo luật phong tục. Các chức năng chính quyền khác ở cấp quận được thực hiện bởi các văn phòng quân thuộc các sở của chính phủ địa phương.
Ở mức độ khu có một Ủy ban Phát triển Khu, gồm các uỷ viên được bầu của khu, các kraalhead (các lãnh đạo truyền thống trực thuộc những người lãnh đạo) và các đại diện của Ủy ban Phát triển Làng. Các khu được phân chia thành các làng, mỗi làng có một UỶ ban Phát triển Làng được bầu và một Headman (lãnh đạo truyền thống phụ thuộc kraalhead).

## Chính phủ và chính trị
Zimbabwe là một nước cộng hoà theo hệ thống bán tổng thống, với một chính phủ nghị viện. Theo những thay đổi hiến pháp năm 2005, một thượng viện đã được tái lập. Quốc hội Zimbabwe là hạ viện của Nghị viện.
LIên minh Quốc gia châu Phi Zimbabwe – Mặt trận Yêu nước (thường viết tắt là ZANU-PF) của Robert Mugabe đã là đảng chính trị chủ chốt của Zimbabwe từ khi độc lập. Năm 1987 Mugabe khi ấy là thủ tướng đã sửa đổi hiến pháp và tự phong mình làm tổng thống. Đảng ZANU đã giành chiến thắng trong mọi cuộc bầu cử từ khi độc lập. Đặc biệt, cuộc bầu cử năm 1990 đã bị cả người dân trong nước lên án là lừa đảo, với đảng đứng thứ hai, Phong trào Thống nhất Zimbabwe của Edgar Tekere chỉ giành được 16% phiếu bầu. Cuộc bầu cử tổng thống được tổ chức một lần nữa vào năm 2002 giữa những cáo buộc gian lận, thao túng và gian dối. Cuộc bầu cử nghị viện Zimbabwe năm 2005 được tổ chức ngày 31 tháng 3 và cũng đã dẫn tới nhiều cáo buộc gian lận, lừa gạt và thao túng bầu cử từ phía MDC và Jonathan Moyo, kêu gọi điều tra tại 32 trong 120 đơn vị bầu cử. Jonathan Moyo đã tham gia vào cuộc bầu cử dù có những cáo buộc và giành một ghế như một ứng cử viên độc lập của nghị viện.
Cuộc tổng tuyển cử một lần nữa được tổ chức tại Zimbabwe ngày 30 tháng 3 năm 2008. Kết quả chính thức dẫn tới một cuộc cạnh tranh trực tiếp giữa Mugabe và Morgan Tsvangirai, lãnh đạo đối lập, tuy nhiên MDC phản đối kết quả này, tuyên bố sự gian lận trên diện rộng trong bầu cử từ phía chính phủ Mugabe. Cuộc bỏ phiếu vòng hai được dự định vào ngày 27 tháng 6 năm 2008. Tuy nhiên, vào ngày 22 tháng 6, dẫn ra sự tiếp tục không công bằng trong quá trình tranh cử và từ chối thanh gia vào một "quá trình bầu cử bạo lực, không chính đáng", Tsvangirai đã rút lui khỏi cuộc bầu cử vòng hai, giao lại chiến thắng cho Mugabe.
MDC-T dưới sự lãnh đạo của Morgan Tsvangirai hiện là đảng lớn nhất trong nghị viện. MDC bị chia rẽ thành hai phái. Một phái (MDC-M), hiện dưới sự lãnh đạo của Arthur Mutambara tham gia vào cuộc bầu cử Thượng viện, trong khi nhánh kia, dưới sự lãnh đạo của Morgan Tsvangirai, phản đối cuộc bầu cử, nói rằng việc tham gia vào một cuộc bầu cử gian lận đồng nghĩa với việc xác nhận tuyên bố của Mugabe rằng các cuộc bầu cử trong quá khứ là tự do và công bằng. Tuy nhiên, các đảng đối lập đã bắt đầu tham gia lại vào các cuộc bầu cử quốc gia và địa phương vào năm 2006. Hai phái MDC đã có đại hội chung vào năm 2006 với việc Morgan Tsvangirai được bầu lãnh đạo MDC-T, và nhóm này đã trở nên nổi trội hơn so với nhóm kia. Mutambara, một giáo sư rôbốt và cựu chuyên gia rôbốt của NASA đã thay thế Welshman Ncube người từng là lãnh đạo tạm quyền của MDC-M sau cuộc chia rẽ. Morgan Tsvangirai không tham gia vào cuộc bầu cử Thượng viện, trong khi phái của Mutambara có tham gia và giành năm ghế trong thượng viện. Tuy nhiên nhóm Mutambara đã bị suy yếu bởi những cuộc đào tẩu từ các nghị sĩ và các cá nhân cảm thấy vỡ mộng vì tuyên ngôn của họ. Ở thời điểm năm 2008, Mặt trận vì Thay đổi Dân chủ đã trở nên nổi bật nhất, với những đám đông lên tới 20,000 tham gia vào các cuộc tuần hành của họ so với trong khoảng 500–5,000 với các nhóm khác.
Ngày 28 tháng 4 năm 2008, Tsvangirai và Mutambara thông báo tại một cuộc họp báo chung ở Johannesburg rằng hai nhóm MDC đang hợp tác với nhau, cho phép MDC có đa số rõ ràng trong nghị viện. Tsvangirai nói Mugabe không thể tiếp tục là tổng thống khi không nắm giữ đa số trong nghị viện. Cùng ngày hôm ấy, Silaigwana thông báo rằng việc tái kiểm phiếu ở năm đơn vị bầu cử cuối cùng đã hoàn thành, rằng kết quả đang được so sánh, và rằng họ sẽ công bố nó vào ngày 29 tháng 4.
Giữa tháng 9 năm 2008, sau những cuộc đàm phán kéo dài dưới sự giám sát của các lãnh đạo Nam Phi và Mozambique, Mugabe và Tsvangirai đã ký một thoả thuận chia sẻ quyền lực với việc Mugabe giữ lại quyền kiểm soát quân đội. Các quốc gia viện trợ đã thông qua một thái độ 'chờ và xem', muốn thấy những thay đổi thực sự từ hành động này trước khi cam kết cung cấp vốn cho các nỗ lực tái thiết, với ước tính cần ít nhất 5 năm. Ngày 11 tháng 2 năm 2009 Tsvangirai tuyên thệ nhậm chức Thủ tướng trước Tổng thống Mugabe.
Tháng 11 năm 2008, chính phủ Zimbabwe đã chi $7.3 triệu viện trợ bởi Quỹ toàn cầu phòng chống AIDS, bệnh Lao và dịch Tả. Một đại diện của tổ chức đã từ chối nói rõ cách thức số tiền được chi, ngoại trừ rằng nó không được chi cho mục đích đã dự định, và chính phủ đã không thể đáp ứng được yêu cầu hoàn trả lại số tiền đó.

### Đối ngoại
Zimbabwe thực hiện đường lối đối ngoại không liên kết (KLK), đa dạng hoá quan hệ quốc tế, giữ cân bằng quan hệ với các nước lớn nhằm tranh thủ viện trợ, vốn, kỹ thuật, đồng thời coi trọng quan hệ với các nước châu Phi, đặc biệt các nước tiền tuyến miền Nam châu Phi. Trong khuôn khổ SADC, cùng với Angola, Namibia, Zimbabwe đưa 12.000 quân vào Cộng hòa Dân chủ Congo giúp chính quyền nước này chống lại việc các nước láng giềng Rwanda, Uganda đưa quân vào giúp lực lượng đối lập ở Congo.
Là thành viên của 44 Tổ chức quốc tế lớn, đặc biệt là ONU, IMF, G15, G77, WTO... Zimbabwe có vai trò quan trọng trong quá trình đấu tranh bảo vệ quyền lợi của các nước đang phát triển trong quá trình toàn cầu hoá. Năm 1986, với cương vị Chủ tịch Phong trào không liên kết, Zimbabwe cố gắng góp phần tăng cường đoàn kết và duy trì mục tiêu phong trào.

### Nhân quyền

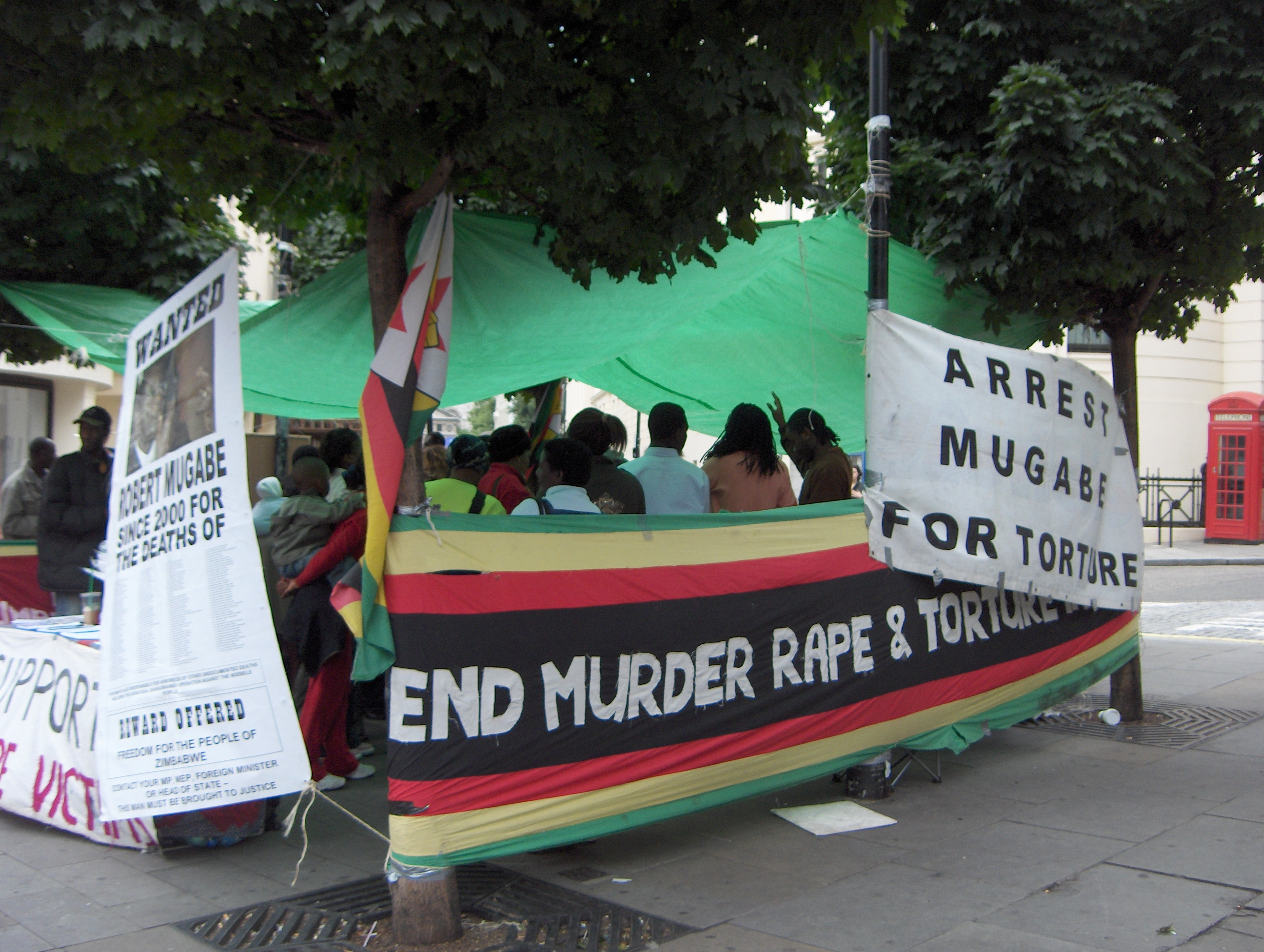
Người biểu tình phản đối chế độ Mugabe ở nước ngoài; những người biểu tình bị cảnh sát Zimbabwe ngăn cản tại Zimbabwe.

Có nhiều báo cáo về sự gia tăng và vi phạm có hệ thống với nhân quyền tại Zimbabwe dưới chính quyền Mugabe và đảng của ông, ZANU-PF.
Theo các tổ chức nhân quyền như Ân xá Quốc tế và Human Rights Watch chính phủ Zimbabwe vi phạm quyền có nơi ở, thực phẩm, tự do đi lại và cư ngụ, tự do hội họp và bảo vệ pháp luật. Đã có những cáo buộc về các vụ tấn công vào truyền thông, đối lập chính trị, các nhà hoạt động xã hội dân sự, và những người bảo vệ nhân quyền.
Những cuộc tụ tập của phe đối lập thường là mục tiêu của những vụ tấn công bạo lực của lực lượng cảnh sát, như vụ dẹp một cuộc tuần hành ngày 11 tháng 3 năm 2007 của Phong trào vì Thay đổi Dân chủ (MDC) và nhiều cuộc tuần hành khác trong chiến dịch tranh cử năm 2008. Trong những vụ tấn công năm 2007, lãnh đạo đảng Morgan Tsvangirai và 49 nhà hoạt động đối lập khác đã bị cảnh sát bắt giữ và đánh đập tàn ác. Sau khi được thả, Morgan Tsvangirai đã nói với BBC rằng ông bị nhiều vết thương ở đầu và ở tay, đầu gối và lưng, và răng ông đã mất một lượng máu đáng kể. Hành động của cảnh sát đã bị Tổng thư ký Liên hiệp quốc, Ban Ki-moon, Liên minh châu Âu và Hoa Kỳ lên án mạnh mẽ. Tuy lưu ý rằng các nhà hoạt động đã phải chịu nhiều thương tích, nhưng không đề cập tới nguyên nhân của chúng, tờ báo The Herald thuộc quyền kiểm soát của chính phủ Zimbabwe tuyên bố rằng cảnh sát đã can thiệp sau khi những người biểu tình "điên cuồng cướp phá các cửa hiệu, phá hoại tài sản, đánh dân thường và tấn công các sĩ quan cảnh sát và các nhân viên công cộng vô tội". Tờ báo cũng cho rằng đối lập đã "cố tình vi phạm lệnh cấm các cuộc tuần hành chính trị".
Cũng có một sự vi phạm nhân quyền trong truyền thông. Chính phủ Zimbabwe đã đàn áp tự do báo chí và tự do ngôn luận. Họ cũng nhiều lần bị buộc tội sử dụng công ty truyền hình nhà nước, Zimbabwe Broadcasting Corporation, như một công cụ tuyên truyền. Những tờ báo chỉ trích chính quyền, như tờ Daily News, đã phải đóng cửa sau khi những quả bom phát nổ tại các văn phòng của họ và chính phủ từ chối cấp mới giấy phép cho họ. BBC News, Sky News, và CNN bị cấm quay phim và đưa tin từ Zimbabwe. Năm 2009 các giới hạn đưa tin với BBC và CNN đã được dỡ bỏ. Sky News tiếp tục đưa tin nhờ những sự giúp đỡ bên trong Zimbabwe từ các nước láng giếng như Nam Phi.

## Các lực lượng vũ trang

Cờ Các lực lượng Vũ trang Zimbabwe

Sự tồn tại của Các lực lượng Vũ trang Zimbabwe (ZDF) được quy định trong Hiến pháp Zimbabwe, Chương X, 96 (1), viết rằng, 
| “ | Vì các mục đích bảo vệ Zimbabwe, sẽ có các lực lượng quốc phòng gồm một lục quân, một không quân và các nhánh khác, nếu có, của các lực lượng quốc phòng như có thể được quy định cho bởi hay theo một đạo luật của nghị viện. | ” |

ZDF được lập ra bởi sự sáp nhập của ba lực lượng tham chiến, Quân đội giải phóng Zimbabwe châu Phi, (ZANLA) và Quân đội Cách mạng Nhân dân Zimbabwe, (ZIPRA) một bên và Các lực lượng An ninh Rhodesian bên kia ở cuối cuộc Chiến tranh cây bụi Rhodesian năm 1980. Giai đoạn sáp nhập chứng kiến sự thành lập Quân đội Quốc gia Zimbabwe (ZNA) và Không quân Zimbabwe (AFZ) như các thực thể riêng biệt dưới quyền chỉ huy của Tướng Solomon Mujuru (ZNA) và Thống chế không quân Norman Walsh (AFZ). Norman Walsh đã nghỉ hưu năm 1982, và được thay thế bởi Thống chế không quân Azim Daudpota, người sau đó đã trao lại quyền chỉ huy cho Trưởng Thống chế không quân Josiah Tungamirai năm 1985. Dù sự sáp nhận diễn ra trong ZNA, không có sự sáp nhập trong Không quân Zimbabwe. Các thành viên ZIPRA và ZANLA cũ đã gia nhập Không quân, đặc biệt trong khoảng thời gian 1980 và đầu năm 1982, thực hiện việc này với tư cách cá nhân. Trái lại, nhiều người không thực hiện cái gọi là "cấp bậc" và đã giải ngũ khỏi AFZ không giống như các bạn đồng sự của mình trong ZNA, những người được bảo vệ bởi nghị định sáp nhập. Trước khi Norman Walsh rời Không quân, máy bay quân đội đã bị phá huỷ trong cuộc phá hoại tại Căn cứ Không quân Thornhill ở Gweru. Những vụ bắt giữ đã được tiến hành và nó đã dẫn tới việc trục xuất các sĩ quan người da trắng khỏi AFZ. Chính phủ phản ứng bằng cách chuyển Thiếu tướng Josiah Tungamirai khỏi ZNA sang AFZ, trở thành một Phó thống chế không quân, người sau này là trợ lý cho Thống chế không quân Daudpota, được thuyên chuyển từ Không quân Pakistan. Các chỉ huy sáp nhập đã trao lại những lá cờ Zimbabwe cho Trung tướng Vitalis Zvinavashe, người sau này trở thành Tư lệnh đầu tiên của Các lực lượng Phòng vệ (1993), và Thống chế không quân Perrance Shiri năm 1992, và sau đó trong ZNA cho Trung tướng Constantine Chiwenga năm 1993.
Việc thông qua Dự luật Sửa đổi Quốc phòng đã dẫn tới việc lập ra một bộ tư lệnh duy nhất cho Các lực lượng Phòng vệ năm 1995. Tướng Vitalis Zvinavashe trở thành chỉ huy đầu tiên của Các lực lượng Phòng vệ Zimbabwe, với các chỉ huy của cả Lục quân và Không quân đều thuộc dưới quyền chỉ huy của ông. Sau khi ông nghỉ hưu tháng 12 năm 2003, Tướng Constantine Chiwenga, được thăng chức và được chỉ định làm Chỉ huy Các lực lượng Phòng vệ Zimbabwe. Trung tướng P. V. Sibanda thay thế ông trở thành Chỉ huy Lục quân.
ZNA hiện có số lượng binh sĩ thường trực 30,000 người. Không quân có khoảng 5,139 người. Cảnh sát Cộng hoà Zimbabwe (gồm cả Đơn vị Cảnh sát Hỗ trợ, Cảnh sát Bán vũ trang) cũng là một phần của lực lượng quốc phòng Zimbabwe và có quân số 25,000 người.
Năm 1999, Chính phủ Zimbabwe đã gửi một lực lượng quân đội khá lớn tới Cộng hoà Dân chủ Congo để hỗ trợ chính phủ của Tổng thống Laurent Kabila trong cuộc Chiến tranh Congo lần thứ hai. Các lực lượng này đã rút phần lớn vào năm 2002.

### Quân đội Quốc gia Zimbabwe

Lá cờ của Quân đội Quốc gia Zimbabwe

Quân đội Quốc gia Zimbabwe hay ZNA được lập ra năm 1980 từ các thành phần của Quân đội Rhodesian, được sáp nhập ở một mức độ ít hay nhiều với các chiến binh từ các phong trào ZANLA và ZIPRA du kích (các phái vũ trang của ZANU và ZAPU).
Sau khi đảng đa số cầm quyền vào đầu năm 1980, các huấn luyện viên của Quân đội Anh đã quản lý việc sáp nhập các chiến binh du kích vào trong cơ cấu một tiểu đoàn được lập ra trên cơ sở các lực lượng vũ trang Rhodesian sẵn có. Trong năm đầu tiên một hệ thống được đưa ra theo đó các ứng cử viên hàng đầu sẽ trở thành chỉ huy tiểu đoàn. Nếu anh hay chị ta từ ZANLA, thì người phụ tá thứ nhất sẽ là ứng cử viên tốt nhất từ ZIPRA, và ngược lại. Điều này đảm bảo sự cân bằng giữa hai phong trào trong cơ cấu chỉ huy. Từ đầu năm 1981 hệ thống này đã bị huỷ bỏ nhường chỗ cho việc chỉ định chính trị, và các chiến binh ZANLA/ZANU sau đó nhanh chóng chiếm đa số lực lượng chỉ huy tiểu đoàn bên trong ZNA.
ZNA ban đầu được thành lập thành bốn sư đoàn, gồm tổng cộng 28 tiểu đoàn. Các đơn vị hỗ trợ sư đoàn gồm hầu như toàn bộ các chuyên gia từ Quân đội Rhodesian cũ, trong khi các tiểu đoàn sáp nhập của Rhodesian African Rifles được biên chế thành các lữ đoàn số 1, số 3 và số 4. Lữ đoàn số 5 khét tiếng được thành lập năm 1981 và đã bị giải tán năm 1988 sau những cáo buộc tra tấn và giết hại trong thời gian Lữ đoàn chiếm đóng Matabeleland trong cái đã được gọi là Gukurahundi (tiếng Shona: "cơn mưa đầu mùa quét sạch rơm rạ trước những trận mưa xuân"). Tuy nhiên tới năm 2006 Lữ đoàn đã được tái lập, với chỉ huy, Tướng John Mupande ca tụng "lịch sử phong phú" của nó.

## Kinh tế
Bản mẫu:Out of date

Xuất khẩu năm 2006 của Zimbabwe

Sản xuất ngũ cốc tại Zimbabwe đã sụt giảm đáng kể trong những năm gần đây

Zimbabwe là nước có tiềm năng kinh tế, giàu tài nguyên thiên nhiên với crom và vàng là khoáng sản chính của nước này. Thuốc lá, bông và đường là những mặt hàng xuất khẩu hàng đầu của Zimbabwe. 
Sau độc lập, chính quyền mới chủ trương xây dựng nền kinh tế độc lập, duy trì tốc độ phát triển, tiến hành cấp ruộng đất cho người da đen, ban hành luật lao động, định cư, nâng lương tối thiểu, xây dựng cơ sở y tế, giáo dục; thực hiện chính sách ôn hoà với người da trắng, sử dụng tay nghề, vốn, kỹ thuật và cơ cấu kinh tế, tài chính của họ nhằm duy trì sản xuất, tránh xáo trộn tình hình.
Chính quyền mới từng bước cải tạo nền kinh tế theo chiều hướng xoá dần tệ phân biệt chủng tộc, hạn chế bóc lột sức lao động. Nhà nước nắm những lĩnh vực kinh tế quan trọng như ngân hàng, hầm mỏ, tài nguyên thiên nhiên, xuất nhập khẩu; lập hợp tác xã nông nghiệp, xí nghiệp công nghiệp; thực hiện tự do hoá nền kinh tế, khuyến khích khu vực tư nhân, xoá bỏ cấp giấy phép nhập khẩu, kiểm soát giá cả các mặt hàng tiêu dùng, nới lỏng quản lý trao đổi ngoại tệ để thu hút đầu tư và khuyến khích liên doanh với nước ngoài. Tranh thủ vốn đầu tư, kỹ thuật và viện trợ của các nước để duy trì hoạt động của nền kinh tế. Xúc tiến hợp tác khu vực, xây dựng ống dẫn dầu qua cảng Becca, Maputo của Mozambique, phục hồi đường sắt vận chuyển qua các nước, từng bước tăng quan hệ kinh tế hợp tác với châu Phi.
Zimbabwe tích cực tham gia đấu tranh nhằm thiết lập một trật tự kinh tế thế giới mới, thúc đẩy hợp tác Nam - Nam, hợp tác khu vực.
Xuất khẩu khoáng chất, nông nghiệp, và du lịch là những nguồn thu ngoại tệ chính của Zimbabwe. Lĩnh vực khai mỏ vẫn mang lại nhiều lợi nhuận, với một số trữ lượng platinum lớn nhất thế giới đang được khai thác bởi Anglo-American và Impala Platinum. Zimbabwe là đối tác thương mại lớn nhất của Nam Phi trên lục địa châu Phi.
Zimbabwe vẫn duy trì được mức độ tăng trưởng kinh tế dương trong suốt những năm 1980 (tăng trưởng 5.0% GDP hàng năm) và 1990 (tăng trưởng 4.3% GDP hàng năm). Tuy nhiên, nền kinh tế đã suy giảm từ năm 2000: giảm 5% năm 2000, 8% năm 2001, 12% năm 2002 và 18% năm 2003. Chính phủ Zimbabwe phải đối mặt với nhiều vấn đề kinh tế sau khi đã từ bỏ các nỗ lực trước kia nhằm phát triển một nền kinh tế theo định hướng thị trường. Các vấn đề bao gồm thiếu hụt ngoại tệ, lạm phát tăng vọt, và thiếu nguồn cung hàng hoá. Việc Zimbabwe tham gia vào cuộc chiến tranh tại Cộng hoà Dân chủ Congo từ năm 1998 tới năm 2002 đã làm nền kinh tế nước này thiệt hại hàng trăm triệu dollar.
Vòng xoáy suy giảm của nền kinh tế có nguyên nhân chủ yếu từ sự quản lý kém và tham nhũng của chính quyền Mugabe và sự tịch thu tài sản bất hợp pháp của hơn 4,000 chủ trại da trắng trong chiến dịch phân phối lại đất đai gây nhiều tranh cãi năm 2000. Zimbabwe trước kia là một nước xuất khẩu ngô nhưng hiện đã phải nhập khẩu. Xuất khẩu thuốc lá và các mặt hàng nông nghiệp xuất khẩu khác cũng sụt giảm nghiêm trọng.
Du lịch từng là một ngành công nghiệp quan trọng của đất nước, nhưng đã sụt giảm trong những năm gần đây. Zimbabwe Conservation Task Force đã ra một bản báo cáo vào tháng 7 năm 2007, ước tính 60% đời sống hoang dã tại Zimbabwe đã mất từ năm 2000 vì tình trạng săn bắn trộm và phá rừng. Báo cáo cảnh báo rằng sự mất mát đời sống hoang dã cộng với tình trạng phá rừng trên diện rộng có nguy cơ phá huỷ ngành công nghiệp du lịch.

### Siêu lạm phát 2003-2009
Lạm phát đã tăng từ một tỷ lệ hàng năm 32% năm 1998, lên mức ước tính chính thức cao tới 11.200.000.000% vào tháng 8 năm 2008 theo Văn phòng Thống kê Trung ương. Đây là một tình trạng siêu lạm phát, và ngân hàng trung ương đã đưa ra một đồng tiền 100 tỷ dollar mới. Ở thời điểm tháng 11 năm 2008, các con số không chính thức đưa ra tỷ lệ lạm phát hàng năm của Zimbabwe là 516 nhân 10 mũ 18 phần trăm, với giá cả tăng gấp đôi sau mỗi 1.3 ngày. Cuộc khủng hoảng lạm phát của Zimbabwe hiện (2009) là cuộc lạm phát tồi tệ thứ hai trong lịch sử, sau cuộc khủng hoảng siêu lạm phát ở Hungary năm 1946, với giá cả tăng gấp đôi sau mỗi 15.6 giờ. Tới năm 2005, sức mua của người dân trung bình Zimbabwe đã giảm xuống mức thực tương đương thời điểm năm 1953. Những người dân địa phương phần lớn phải mua những vật dụng thiết yếu từ các quốc gia Botswana, Nam Phi và Zambia láng giềng.
Năm 2005, chính phủ, theo sự hướng dẫn của thống đốc ngân hàng trung ương Gideon Gono, đã bắt đầu những cuộc đàm phán để những người chủ trại da trắng có thể quay lại. Họ chỉ còn khoảng 400 tới 500 người vẫn còn ở lại trong nước, nhưng hầu hết đất đai đã bị tịch thu không còn có thể canh tác được nữa. Tháng 1 năm 2007, chính phủ thậm chí còn để một số chủ trang trại da trắng ký các hợp đồng thuê đất dài hạn. Nhưng, chính phủ một lần nữa đảo ngược lại quá trình này và bắt đầu yêu cầu tất cả những người chủ trại da trắng còn lại phải rời đất nước hoặc sẽ phải đối mặt với việc bị bỏ tù.
Tháng 8 năm 2006, một đồng dollar Zimbabwe mới đã được đánh giá lại được phát hành tương đương với 1.000 dollar trước kia. Tỷ lệ trao đổi đã giảm từ 24 dollar Zimbabwe cũ trên U.S. dollar (USD) năm 1998 tới 250.000 dollar trước kia hay 250 dollar Zimbabwe mới trên 1 dollar Mỹ theo tỷ giá chính thức, và ước tính 120.000.000 dollar cũ hay 120.000 dollar Zimbabwe mới 1 dollar Mỹ trên chợ đen, tháng 6 năm 2007.
|                                          |            |
| Tờ 100 nghìn tỷ đô la Zimbabwe mặt trước | và mặt sau |

Tháng 1 năm, 2009, Zimbabwe đưa ra đồng tiền giấy $100 nghìn tỷ (1014). Ngày 29 tháng 1, trong một nỗ lực đối phó với tình trạng lạm phát của đất nước, quyền Bộ trưởng Tài chính Patrick Chinamasa thông báo rằng người dân Zimbabwe sẽ được phép sử dụng các đồng tiền tệ khác, ổn định hơn (ví dụ Sterling, Euro, Rand Nam Phi và Dollar Mỹ) trong trao đổi, bên cạnh đồng dollar Zimbabwe.
Ngày 2 tháng 2 năm 2009, RBZ thông báo thêm 12 số không nữa sẽ bị bỏ khỏi đồng tiền tệ, với 1.000.000.000.000 dollar (thế hệ ba) Zimbabwe đổi được một dollar mới. Các đồng tiền mới (thế hệ bốn) được đưa ra với mệnh giá mới Z$1, Z$5, Z$10, Z$20, Z$50, Z$100 và Z$500. Các đồng tiền thế hệ bốn được lưu hành cùng với các đồng thế hệ ba, vẫn được sử dụng cho tới ngày 30 tháng 6 năm 2009.
Lạm phát tại Zimbabwe đã ổn định sau khi chính phủ cho phép thanh toán bằng đồng đô la Mỹ, tuy nhiên nền kinh tế này lại rơi vào một hoàn cảnh khó khăn đặc biệt khác khi thiếu đô la Mỹ để thanh toán. Điều này đã làm cho rất nhiều người dân tại đây tìm đến Bitcoin như một phương tiện thanh toán thay thế.

### Quan điểm chính phủ và các lệnh cấm vận quốc tế
Mugabe chỉ ra các chính phủ nước ngoài và cái gọi là "sự phá hoại ngầm" là nguyên nhân dẫn tới sự sụp đổ của kinh tế Zimbabwe, cũng như tỷ lệ thất nghiệp chính thức lên tới 80% ở nước này. Những lời chỉ trích với chính quyền Mugabe, gồm cả đại đa số cộng đồng quốc tế, buộc tội chương trình gây tranh cãi của Mugabe, tìm cách chiếm đoạt đất đai từ những nông dân da trắng. Mugabe đã nhiều lần lên án các lệnh cấm vận áp đặt lên Zimbabwe bởi Cộng đồng châu Âu và Hoa Kỳ gây ra tình trạng hiện tại của nền kinh tế Zimbabwe. Tuy nhiên, theo Hoa Kỳ, những mục tiêu cấm vận chỉ nhắm tới bảy lĩnh vực kinh doanh riêng biệt thuộc sở hữu hay dưới quyền kiểm soát của các quan chức chính phủ chứ không phải những công dân bình thường. Trong một cuộc họp của Cộng đồng Phát triển Miền nam châu Phi năm 2007, đã có một lời kêu gọi dỡ bỏ các lệnh cấm vận được đưa ra.
Các tỷ lệ thuế và phí rất cao với các doanh nghiệp tư nhân, trong khi các doanh nghiệp nhà nước được trợ cấp rất lớn. Chi phí quản lý nhà nước với các công ty rất đắt đỏ; việc khởi đầu hay đóng của một doanh nghiệp rất chậm chạp và tốn chi phí. Chi tiêu chính phủ được dự đoán chiếm 67% GDP năm 2007. Con số này thường được bù đắp một phần nhờ việc in thêm tiền, dẫn tới tình trạng siêu lạm phát. Thị trường lao động được quy định rất chặt chẽ; việc thuê một nhân công rất rắc rối, việc sa thải nhân công rất khó khăn, và tỷ lệ thất nghiệp đã lên tới 80% (2005).
Trong một nỗ lực nhằm đương đầu với lạm phát và khuyến khích tăng trưởng kinh tế đồng dollar Zimbabwe đã bị đình chỉ vĩnh viễn ngày 12 tháng 4 năm 2009. Hiện Zimbabwe cho phép thực hiện giao dịch thương mại bằng đồng dollar Mỹ và nhiều đồng tiền tệ khác như đồng Rand của Nam Phi, đồng Euro, Sterling, và đồng Pula của Botswana. Việc sử dụng đồng dollar Mỹ đã mang lại nhiều kết quả to lớn trong vòng vài tuần khi lạm phát thực tế đã giảm xuống dưới 0 ở mức -3%.
Tuy nhiên, dù đã có sự nỗ lực kinh tế, vẫn không có đủ việc làm cho nhiều người, và tỷ lệ thất nghiệp ở mức cao nhất thế giới, với 95% dân số không có việc làm. Và hiện chính phủ vẫn phải đối mặt với những khó khăn trong việc tạo thêm công ăn việc làm.
Gần đây, tình hình nội bộ Zimbabwe không ổn định, kế hoạch cải cách ruộng đất đã gây ra làn sóng bạo lực ở Zimbabwe, chi phí đưa 12.000 quân sang giúp Cộng hoà Dân chủ Congo chiếm khoảng 10% GDP và nạn dịch AIDS hoành hành càng làm tăng thêm khó khăn cho kinh tế nước này.
Từ đầu năm 2009, Ngân hàng Trung ương Zimbabwe định kỳ phát hành lượng tiền lớn để bù đắp thâm hụt ngân sách đã dẫn đến tình trạng siêu lạm phát ở nước này, lên tới trên hơn 100.000%. Đến tháng 2 năm 2009, việc chia sẻ quyền lực trong Chính phủ mới thành lập đã giúp cải thiện tình hình kinh tế, tình trạng siêu lạm phát dần bị khống chế thông qua việc hạn chế phát hành thêm đồng đô-la Zimbabwe và dỡ bỏ việc kiểm soát giá cả. Nền kinh tế Zimbabwe ghi nhận sự tăng trưởng lần đầu tiên trong thập kỷ sau nhiều năm suy thoái. Người dân hy vọng việc ổn định tình hình chính trị sẽ giúp phát triển kinh tế mạnh mẽ hơn nữa trong thời gian tới.
Năm 2010, GDP của Zimbabwe đạt 4,27 tỷ USD, tốc độ tăng trưởng 5,9% và lạm phát là 5,03%, GDP bình quân đầu người của nước này ở mức thấp, chỉ khoảng 400 USD, tỷ lệ thất nghiệp ở mức kỷ lục với 95%.
Nông nghiệp thu hút 66% lực lượng lao động nhưng chỉ đóng góp 17,9% vào GDP. Các loại nông sản chủ yếu là: ngô, sợi bông, thuốc lá, bột mày, mía đường, thịt cừu, thịt dê, thịt lợn...
Công nghiệp thu hút 10% lực lượng lao động và đóng góp vào 24,3% GDP. Các ngành công nghiệp chính là: khai khoáng, quần áo và giầy da, thực phẩm và đồ uống...
Dịch vụ thu hút 24% lực lượng lao động và đóng góp tới 57,95% GDP. Du lịch là một ngành dịch vụ quan trọng của Zimbabwa nhưng hiện đang gặp khủng hoảng vì các khách du lịch phương Tây tránh nước này do lo ngại tâm lý bài da trắng.
Về ngoại thương, năm 2010, Zimbabwe xuất khẩu 2,54 tỷ USD trong đó chủ yếu là platin, bông, thuốc lá, vàng, hợp kim sắt, hàng dệt may. Các bạn hàng chính của Zimbabwe là Congo, Nam Phi, Botswana, Trung Quốc, Đức...
Năm 2010, Zimbabwe nhập khẩu 4,04 tỷ USD. Các mặt hàng nhập khẩu của nước này là máy móc và thiệt bị vận tải, hóa chất, xăng dầu, lương thực. Các đối tác nhập khẩu chính của Zimbabwe là Nam Phi (62,2%), Trung Quốc.

## Nhân khẩu
| Tôn giáo tại Zimbabwe | Tôn giáo tại Zimbabwe | Tôn giáo tại Zimbabwe | Tôn giáo tại Zimbabwe | Tôn giáo tại Zimbabwe |
| --------------------- | --------------------- | --------------------- | --------------------- | --------------------- |
| tôn giáo              | tôn giáo              |                       | tỷ lệ                 | tỷ lệ                 |
| Tin lành              | Tin lành              |                       | 63%                   | 63%                   |
| Công giáo Roma        | Công giáo Roma        |                       | 17%                   | 17%                   |
| Tín ngưỡng            | Tín ngưỡng            |                       | 11%                   | 11%                   |
| Vô thần               | Vô thần               |                       | 7%                    | 7%                    |
| Khác                  | Khác                  |                       | 2%                    | 2%                    |

Tổng dân số Zimbabwe là 12 triệu người. Theo Tổ chức Y tế Thế giới của Liên hiệp quốc, tuổi thọ dự tính cho nam là 37 và tuổi thọ dự tính cho nữ là 34, ở mức thấp nhất thế giới năm 2006. Một hiệp hội bác sĩ tại Zimbabwe đã đưa ra những kêu gọi với Tổng thống Mugabe nhằm có những động thái hỗ trợ lĩnh vực y tế đang yếu kém.
Tỷ lệ lây nhiễm HIV tại Zimbabwe được ước tính ở mức 20.1% với những người trong độ tuổi 15–49 năm 2006. UNESCO đã báo cáo một sự sụt giảm trong mức độ có HIV ở các phụ nữ có thai từ 26% năm 2002 xuống còn 21% năm 2004.
Khoảng 85% dân số Zimbabwe là tín đồ Thiên Chúa giáo; 62% thường xuyên tham gia các hoạt động tôn giáo. Các giáo hội Thiên Chúa giáo lớn nhất là Anh giáo, Công giáo Rôma, Giáo hội Chúa giáng sinh bảy ngày và Hội giám lý. Như ở các quốc gia châu Phi khác, Thiên Chúa giáo có thể trộn lẫn với những đức tin truyền thống từ xa xưa. Bên cạnh Thiên Chúa giáo, sự thờ cúng tổ tiên là tín ngưỡng phi Thiên Chúa giáo có nhiều người thực hiện nhất, liên quan tới sự cầu nguyện linh hồn; Mbira Dza Vadzimu, có nghĩa "Giọng nói của tổ tiên", một dụng cụ liên quan tới nhiều lamellophone có mặt khắp nơi ở châu Phi, là trung tâm của nhiều hình thức nghi lễ. Mwari đơn giản mang nghĩa "Thánh của sự sáng tạo" (musika vanhu in Shona). Khoảng 1% dân số là tín đồ Hồi giáo.
Các nhóm sắc tộc da đen chiếm 98% dân số. Là sắc tộc đa số, người Shona, chiếm 80 tới 84%. Người Ndebele đông thứ hai với 10 tới 15% dân số. Người Ndebele là hậu duệ của những người di cư Zulu ở thế kỷ XIX và những bộ tộc khác mà họ kết hôn cùng. Lên tới một triệu người Ndebele có thể đã rời bỏ đất nước trong năm năm qua, chủ yếu tới Nam Phi. Các nhóm sắc tộc Bantu khác đứng thứ ba với 2 tới 5%. Họ gồm Venda, Tonga, Shangaan, Kalanga, Sotho, Ndau và Nambya.
Các nhóm sắc tộc thiểu số gồm Người da trắng ở Zimbabwe, chủ yếu có nguồn gốc Anh, nhưng một số cũng có nguồn gốc Afrikaner, Hy Lạp, Bồ Đào Nha và Hà Lan, chiếm chưa tới 1% tổng dân số. Số người da trắng đã giảm từ đỉnh điểm khoảng 296,000 người năm 1975 xuống còn khoảng 120,000 năm 1999 và được ước tính còn không hơn 50,000 năm 2002, và có thể còn ít hơn. Chủ yếu họ đã di cư tới Vương quốc Anh (khoảng 200,000 tới 500,000 người Anh có nguồn gốc Zimbabwe), Nam Phi, Botswana, Zambia, Canada, Úc và New Zealand. Những công dân là người lai chiếm 0.5% dân số và nhiều nhóm sắc tộc châu Á khác, chủ yếu là người Ấn Độ và Trung Quốc và cũng chiếm 0.5%.
Những người nhập cư châu Á có ảnh hưởng trong lĩnh vực kinh tế.

### Ngôn ngữ
Tiếng Shona, tiếng Bắc Ndebele và tiếng Anh là những ngôn ngữ chính của Zimbabwe. Dù tiếng Anh là ngôn ngữ chính thức, chưa tới 2.5%, chủ yếu là các cộng đồng da trắng và da màu (người lai), coi nó là tiếng mẹ đẻ của mình. Số dân cư còn lại nói các ngôn ngữ Bantu như Shona (76%), Ndebele (18%) và các ngôn ngữ thiểu số khác như Venda, Tonga, Shangaan, Kalanga, Sotho, Ndau và Nambya. Shona có một nền văn học truyền thống truyền khẩu giàu có, đã được đưa vào trong tiểu thuyết tiếng Shona đầu tiên, Feso của Solomon Mutswairo, được xuất bản năm 1956. Tiếng Anh chủ yếu được sử dụng tại các thành phố, ít thấy ở các vùng nông thôn. Đài phát thanh và vô tuyến được phát bằng tiếng Shona, Ndebele và tiếng Anh.

### Khủng hoảng người tị nạn
Sự tan rã kinh tế cùng những biện pháp đàn áp chính trị tại Zimbabwe đã dẫn tới một làn sóng người tị nạn đổ tới các quốc gia láng giềng. Ước tính 3.4 triệu người Zimbabwe, một phần tư dân số, đã chạy ra nước ngoài ở thời điểm giữa năm 2007. Khoảng 3 triệu người trong số đó đã tới Nam Phi.
Ngoài những người đã phải bỏ chạy tới các quốc gia lân cận, có tới 1 triệu người phải dời bỏ nhà cửa ở trong nước (IDPs). Hiện không có kết quả điều tra toàn bộ, nhưng có những con số sau:
| Điều tra                                       | Số lượng    | Ngày | Ngồn                                        |
| ---------------------------------------------- | ----------- | ---- | ------------------------------------------- |
| Điều tra quốc gia                              | 880–960,000 | 2007 | Zimbabwe Vulnerability Assessment Committee |
| Nhân công nông nghiệp cũ                       | 1,000,000   | 2008 | UNDP                                        |
| Những nạn nhân của Chiến dịch Murambatsvina    | 570,000     | 2005 | UN                                          |
| Người phải dời bỏ nhà cửa vì bạo lực chính trị | 36,000      | 2008 | UN                                          |

Những cuộc điều tra trên không bao gồm những người phải dời bỏ nhà cửa bởi Chiến dịch Chikorokoza Chapera hay những người được hưởng lợi từ chương trình cải cách fast-track nnhưng từ đó đã bị đuổi khỏi đất đai.

## Y tế

Một bản đồ thể hiện sự lan tràn của dịch tả trong và xung quanh Zimbabwe được tổng hợp từ nhiều nguồn.

Khi mới độc lập, các chính sách bất bình đẳng chủng tộc được phản ánh qua những mô hình bệnh dịch của cộng đồng da đen đa số. Năm năm đầu tiên sau khi độc lập chứng kiến sự phát triển nhanh chóng trong tỷ lệ tiêm chủng, mức độ tiếp cận dịch vụ y tế và tỷ lệ người sử dụng các biện pháp tránh thai. Vì thế Zimbabwe được quốc tế coi là đã hoàn thành mục tiêu chăm sóc y tế với kết quả tốt. Tuy nhiên, những thành tựu này đã bị xói mòn bởi những điều chỉnh cơ cấu trong thập niên 1990, the impact of the HIV/AIDS pandemic và cuộc khủng hoảng kinh tế từ năm 2000. Zimbabwe hiện có mức tuổi thọ thấp nhất thế giới – 44 tuổi với nam giới và 43 với nữ giới, giảm từ 60 năm 1990. Sự sụt giảm nhanh chóng được cho chủ yếu bởi dịch HIV/AIDS. Tử vong trẻ em đã tăng từ 5.9% cuối thập niên 1990 lên 12.3% năm 2004.
Hệ thống chăm sóc y tế ít nhiều đã suy sụp: Tới cuối tháng 11 năm 2008, ba trong số bốn bệnh viện chính của Zimbabwe đã đóng cửa, cùng với Trường Y Zimbabwe và bệnh viện lớn thứ tư có hai khoa và không có phòng mổ đang hoạt động. Bởi tình trạng siêu lạm phát, những bệnh viện này vẫn mở cửa nhưng không có được các loại thuốc cơ bản. Cuộc khủng hoảng kinh tế và chính trị đang diễn ra cũng góp phần vào nạn di cư của các bác sĩ và những người có kiến thức y khoa.
Tháng 8 năm 2008, nhiều vùng rộng lớn của Zimbabwe bị dịch tả tấn công. Tới tháng 12 năm 2008 hơn 10,000 người đã mắc bệnh dịch đã lan tới các nước Botswana, Mozambique, Nam Phi và Zambia. Ngày 4 tháng 12 năm 2008 chính phủ Zimbabwe tuyên bố vụ bùng phát dịch là tình trạng khẩn cấp quốc gia, và đã yêu cầu sự trợ giúp quốc tế. Tới ngày 9 tháng 3 năm 2009 Tổ chức Y tế Thế giới (WHO) ước tính 4,011 người đã chết vì bệnh dịch lây lan do dùng nước bẩn từ khi bệnh dịch bùng phát tháng 8 năm 2008, và tổng số ca được ghi nhận lên tới 89,018. Tại Harare, hội đồng thành phố đã cung cấp nơi chôn cất miễn phí cho các nạn nhân dịch tả. Đã có những dấu hiệu cho thấy bệnh dịch đang dịu bớt, với số ca nhiễm dịch tả giảm khoảng 50% xuống khoảng 4,000 ca mỗi tuần.

## Giáo dục

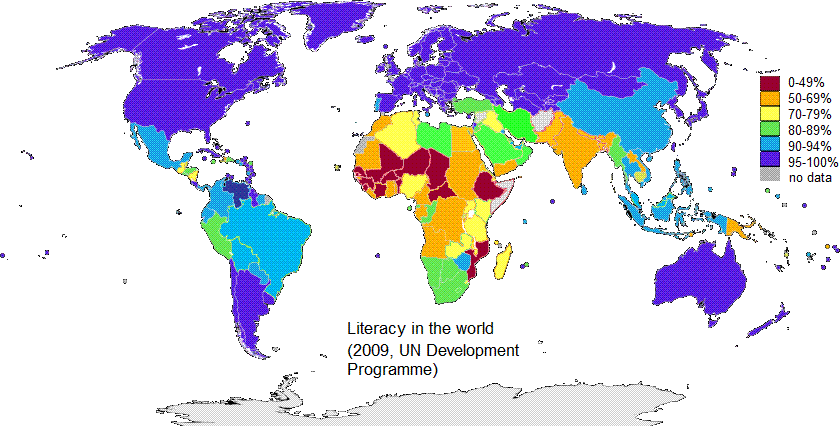
Tỷ lệ biết chữ người lớn của Zimbabwe nằm ở mức cao nhất tại châu Phi

Zimbabwe có tỷ lệ biết chữ người lớn xấp xỉ 90% ở mức cao nhất châu Phi. Tuy nhiên, từ năm 1995 tỷ lệ biết chữ ở người lớn của Zimbabwe đã giảm liên tục, một xu hướng cũng xuất hiện ở nhiều quốc gia châu Phi khác. Bộ giáo dục đã phát biểu rằng 20,000 giáo viên đã rời Zimbabwe từ năm 2007 và rằng một nửa số trẻ em Zimbabwe không tiếp tục đi học sau cấp tiểu học.
Tỷ lệ dân cư giàu nhất thường gửi con em mình tới các trường độc lập trái ngược với các trường nhà nước là nơi đại đa số trẻ em theo học và được nhận trợ cấp từ phía chính phủ. Giáo dục tại các trường đã được phổ cập vào năm 1980, nhưng từ năm 1988, chính phủ đã liên tục tăng các khoản thu cho việc đăng ký vào trường cho tới mức hiện nó đã vượt quá giá trị thực của giá trị các khoản phí vào năm 1980. Bộ giáo dục Zimbabwe duy trì và điều hành các trường công nhưng các khoản phí do các trường độc lập thu được nội các Zimbabwe quản lý.
Hệ thống giáo dục Zimbabwe gồm 7 năm cấp một và 6 năm cấp hai trước khi học sinh có thể vào trường đại học trong nước hay nước ngoài. Năm học tại Zimbabwe diễn ra từ tháng 1 tới tháng 12, với các kỳ học ba tháng, xen giữa là một tháng nghỉ, với tổng số 40 tuần học tập mỗi năm. Các kỳ thi quốc gia là thi viết ở kỳ học thứ ba vào tháng 11, với các môn học cấp độ "O" và cấp độ "A" cũng được tổ chức vào tháng 6.
Có bảy trường đại học công và bốn trường đại học có liên quan tới nhà thờ tại Zimbabwe được công nhận hoàn toàn trên bình diện quốc tế. Đại học Zimbabwe, đại học hàng đầu và lớn nhất, được xây dựng năm 1952 và nằm ở khu ngoại ô Harare của Mount Pleasant. Những nhân vật đáng chú ý tốt nghiệp từ các trường đại học Zimbabwe gồm Welshman Ncube; Peter Moyo (của Amabhubesi); Tendai Biti, Tổng thư ký cho MDC; Chenjerai Hove, nhà thơ, nhà văn và người viết tiểu luận Zimbabwe; và Arthur Mutambara, Chủ tịch một phái của MDC. Nhiều chính trị gia hiện tại trong chính phủ Zimbabwe đã nhận bằng cấp từ các trường đại học ở Hoa Kỳ hay các trường khác ở nước ngoài.
Ban chuyên nghiệp cấp cao nhất đào tạo các kế toán viên là Institute of Chartered Accountants of Zimbabwe (ICAZ) với quan hệ trực tiếp với các cơ quan tương tự tại Nam Phi, Canada, Vương quốc Anh và Úc. Một Chartered Accountant có bằng cấp tại Zimbabwe cũng là một thành viên của các cơ quan tương tự tại các quốc gia đó sau khi viết một giấy chuyển đổi. Ngoài ra, các bác sĩ được đào tạo tại Zimbabwe chỉ cần có đủ một năm cư trú để trở thành bác sĩ được phép hoạt động tại Hoa Kỳ. Viện Kỹ sư Zimbabwe (ZIE) là cơ quan cấp cao nhất đào tạo kỹ sư.
Tuy nhiên, giáo dục tại Zimbabwe đã bắt đầu bị đe doạ bởi những thay đổi kinh tế năm 2000 với việc các giáo viên tiến hành đình công bởi lương thấp, các sinh viên không thể tập trung bởi nạn đói và giá cả đồng phục tăng vọt khiến nó trở thành một loại hàng xa xỉ. Các giáo viên cũng là một trong những mục tiêu chính của những cuộc tấn công của Mugabe bởi ông ta cho rằng họ không phải là những người ủng hộ mình mạnh mẽ.

## Truyền thông
Truyền thông Zimbabwe, vốn một thời đa dạng, đã ở dưới sự quản lý chặt chẽ của chính phủ trong những năm gần đây, đặc biệt trong thời kỳ khủng hoảng kinh tế và chính trị diễn ra trong nước. Định chế của Zimbabwe đảm bảo sự tự do truyền thông và thể hiện. Trên thực tế, truyền thông đã gặp phải sự can thiệp chính trị và việc áp đặt những bộ luật truyền thông nghiêm khắc. Trong báo cáo năm 2008 của mình, Phóng viên Không Biên giới xếp hạng truyền thông Zimbabwe ở mức 151 trên 173. Chính phủ cũng cấm nhiều đài phát thanh truyền hình nước ngoài từ Zimbabwe, gồm cả BBC (từ năm 2001), CNN, CBC, Sky News, Channel 4, American Broadcasting Company, Australian Broadcasting Corporation (ABC) và Fox News. Các cơ quan truyền thông và báo chí từ các quốc gia phương Tây và Nam Phi khác cũng đã bị cấm ở nước này. Tháng 7 năm 2009 BBC và CNN đã có thể nối lại hoạt động và đưa tin một cách hợp pháp và cởi mở từ Zimbabwe. CNN đánh giá cao động thái này. Bộ Truyền thông, Thông tinn và Quảng cáo Zimbabwe phát biểu rằng, "chính phủ Zimbabwe không bao giờ cấm BBC tiến hành các hoạt động hợp pháp bên trong Zimbabwe". BBC cũng đánh giá cao động thái khi phát biểu "chúng tôi hân hạnh khi một lần nữa được phép hoạt động cởi mở tại Zimbabwe".
Báo chí tư nhân vốn một thời đông đảo, tuy nhiên từ năm 2002 Đạo luật Tiếp cận Thông tin và Bảo vệ Riêng tư (AIPPA) đã được thông qua, một số tờ đã bị chính phủ đóng cửa, gồm cả tờ The Daily News với giám đốc điều hành là Wilf Mbanga thành lập ra tờ báo The Zimbabwean nhiều ảnh hưởng. Vì thế, nhiều người Zimbabwe lưu vong đã lập ra tổ chức báo chí tại các quốc gia láng giềng và cả ở phương Tây. tuy nhiên, bởi internet hiện không bị giới hạn, nhiều người Zimbabwe được phép tiếp cận với các site tin tức do các nhà báo lưu vong lập ra. Phóng viên Không Biên giới coi môi trường báo chí tại Zimbabwe có sự "giám sát, đe doạ, bỏ tù, kiểm duyệt, hăm doạ tống tiền, lạm dụng quyền lực và từ chối pháp lý tất cả được thực thi để giữ quyền kiểm soát chặt chẽ với báo chí."
Năm 2010 Ủy ban Truyền thông Zimbabwe được thành lập bởi chính phủ chia sẻ quyền lực. Tháng 5 năm 2010 Ủy ban cho phép ba tờ báo tư nhân mới, gồm cả tờ Daily News vốn bị cấm trước kia, được xuất bản. Phóng viên Không Biên giới miêu tả các quyết định như một sự "tiến bộ lớn". Tháng 6 năm 2010 NewsDay trở thành tờ báo ngày độc lập đầu tiên được xuất bản tại Zimbabwe trong bảy năm.

## Văn hoá và giải trí
Zimbabwe có nhiều văn hoá khác nhau có thể bao gồm những đức tin và nghi lễ, một trong số chúng là Shona. Nhóm sắc tộc lớn nhất của Zimbabwe là Shona. Người Shona có nhiều tác phẩm điêu khắc và khắc đá về các vị thần (thần tượng) được thực hiện với những vật liệu tốt nhất họ có.

Một khu chợ và ga đầu cuối xe buýt tại Zimbabwe

Zimbabwe lần đầu tiên kỷ niệm ngày lễ độc lập ngày 18 tháng 4 năm 1980. Những buổi lễ được tổ chức hoặc tại Sân vận động Thể thao Quốc gia hoặc tại Sân vận động Thể thao Rufaro ở Harare. Những buổi lễ kỷ niệm ngày độc lập đầu tiên được tổ chức năm 1980 tại Zimbabwe Grounds. Tại buổi lễ này những chú chim bồ câu được thả ra tượng trưng cho hoà bình và những máy bay phản lực chiến đấu bay ngang qua trong khi bài quốc ca được tấu lên. Ngọn lửa độc lập được tổng thống châm lên sau khi gia đình tổng thống và các thành viên các lực lượng vũ trang Zimbabwe diễu hành. Tổng thống cũng đọc một bài diễn văn trước nhân dân Zimbabwe và được truyền hình trực tiếp cho những người không thể có mặt tại sân vận động.

### Nghệ thuật
Nghệ thuật truyền thống tại Zimbabwe gồm làm đồ gốm, đan rổ rá, dệt may, đồ trang sức và điêu khắc. Một trong những đặc trưng riêng biệt là các mẫu hình đối xứng trên các rổ nung và các công cụ được khắc ra từ một mảnh gỗ duy nhất. Điêu khắc Shona đã trở nên nổi tiếng thế giới trong những năm gần đây sau khi lần đầu tiên xuất hiện trong thập niên 1940. Hầu hết các chủ đề điêu khắc là những hình chim hay người cách điệu và những hình khác được làm bằng các loại đá trầm tích nhưsoapstone, và cả những loại đá lửa cứng hơn như serpentine và cả loại đá hiếm verdite. Điêu khắc Shona về bản chất đã trở thành một sự hợp nhất văn hoá dân gian châu Phi với những ảnh hưởng châu Âu. Những nhà điêu khắc người Zimbabwe nổi tiếng thế giới gồm Nicholas, Nesbert và Anderson Mukomberanwa, Tapfuma Gutsa, Henry Munyaradzi và Locardia Ndandarika. Trên bình diện quốc tế, những nhà điêu khắc người Zimbabwe đã gây ảnh hưởng tới một thế hệ các nghệ sĩ mới, đặc biệt là những người Mỹ da đen, qua những thời kỳ học việc dài với những bậc thầy điêu khắc tại Zimbabwe. Những nghệ sĩ đương đại như nhà điêu khắc New York M. Scott Johnson và nhà điêu khắc California Russel Albans đã học cách pha trộn cả thẩm mỹ học châu Phi và Phi-Do Thái theo một cách vượt quá sự bắt chước đơn giản của nghệ thuật châu Phi của một số nghệ sĩ da đen ở những thế hệ nghệ sĩ trước tại Hoa Kỳ.
Nhiều tác gia nổi tiếng ở cả tại Zimbabwe và nước ngoài. Charles Mungoshi nổi tiếng tại Zimbabwe vì đã viết những câu chuyện truyền thống bằng tiếng Anh và cả tiếng Shona và những bài thơ và sách của ông được bán chạy trong cả những cộng đồng người da trắng và da đen. Catherine Buckle đã có được sự công nhận quốc tế với hai cuốn sách của bà African Tears (Nước mắt châu Phi) và Beyond Tears (Vượt qua Nước mắt) kể lại sự thử thách mà bà đã vượt qua trong cuộc Cải cách ruộng đất năm 2000. Cựu Thủ tướng Rhodesia, Ian Smith, cũng viết hai cuốn sách  —  The Great Betrayal và Bitter Harvest. Cuốn The House of Hunger của Dambudzo Marechera đã giành một giải thưởng tại Anh năm 1979 và tác phẩm đầu tiên, The Grass Is Singing, của tác gia đoạt giải Nobel Doris Lessing cũng đặt bối cảnh tại Rhodesia.
Những nghệ sĩ nổi tiếng thế giới gồm Henry Mudzengerere và Nicolas Mukomberanwa. Một chủ đề thường được đề cập trong nghệ thuật Zimbabwe là sự thay đổi hình dạng của con người trở thành ác thú. Những nhạc sĩ người Zimbabwe như Thomas Mapfumo, Oliver Mtukudzi, nhóm Bhundu Boys và Audius Mtawarira đã có được sự công nhận quốc tế. Trong số những thành viên của cộng đồng da trắng thiểu số, Theatre có số ngươi hâm mộ đông đảo, với nhiều công ty biểu diễn trình diễn tại các khu vực đô thị Zimbabwe.

### Ẩm thực

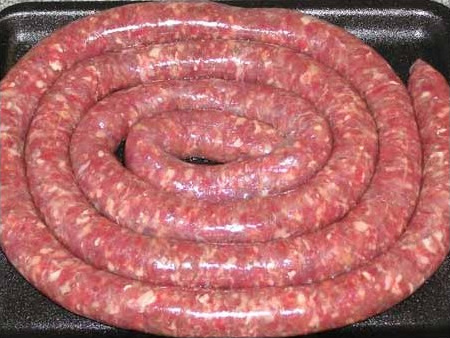
Boerewors sống.

Như nhiều quốc gia châu Phi khác, đa số dân Zimbabweans sống dựa vào một số loại thực phẩm chính. Thịt, thịt bò và ở một mức độ thấp hơn là thịt gà là những nguyên liệu đặc biệt phổ thông, dù mức tiêu thụ đã sụt giảm dưới chính quyền Mugabe vì mức thu nhập giảm. "Bột Mealie", cũng được gọi là bột ngô, được dùng chế biến món sadza hay isitshwala và bota hay ilambazi. Sadza là một món cháo đặc được làm bằng cách trộn bột ngô với nước để tạo ra một thứ bột nhão và đặc. Sau khi bột đã được nấu một thời gian, người ta thêm bột ngô nữa để món cháo thêm đặc. Món này thường được ăn như bữa trưa và bữa tối, thường với các loại rau (như rau bina, chomolia, collard greens), đậu và thịt hầm, nướng, hay quay. Sadza cũng là một món phổ thông được dùng với sữa đông, thường được gọi là lacto (mukaka wakakora), hay Tanganyika sardine khô, tại Zimbabwe được gọi là kapenta hay matemba. Bota là một loại cháo ít đặc hơn, được nấu mà không cho thêm bột ngô và thường được thêm bơ đậu phộng, sữa, bơ, hay, thỉnh thoảng, mứt. Bota thường được dùng như bữa sáng.
Các buổi lễ tốt nghiệp, cưới xin, và nhiều dịp tụ tập gia đình khác thường được ăn mừng với việc giết một chú dê hay bò, và thịt sẽ được các thành viên gia đình nướng nguyên con hay quay.
Các loại thực đơn của người Afrikaner khá phổ biến dù họ chỉ là một nhóm nhỏ (0.2%) bên trong cộng đồng da trắng. Biltong, một kiểu thịt bò khô, là một món ăn nhẹ phổ biến, được làm bằng cách treo các miếng thịt đã ướp để khô trong bóng râm. Boerewors (phát âm tiếng Hà Lan: [børəvɞɾs]) được dùng với sadza. Đây là một loại xúc xích dài, thường được tẩm nhiều gia vị, chứa nhiều thịt bò hơn thịt heo và được nướng lên.
Bởi Zimbabwe từng là một thuộc địa của Anh, nước này đã du nhập một số thói quen Anh Quốc. Ví dụ, hầu hết người dân sẽ ăn cháo đặc vào buổi sáng, tuy nhiên họ vẫn sẽ có bữa trà vào 10 giờ (trà trưa). Họ sẽ ăn trưa, có thể là đồ còn lại từ bữa tối hôm trước, sadza nấu mới, hay sandwiches (rất phổ biến trong các thành phố). Sau bữa trưa họ thường có bữa trà lúc 4 giờ chiều trước bữa tối. Thường họ không uống trà sau bữa tối.

## Các biểu tượng quốc gia, vật tượng trưng và quốc ca

### Quốc ca

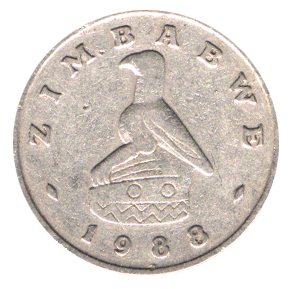
Mặt sau của đồng mười cent không còn được sử dụng với hình ảnh chú Chim Zimbabwe
Thiết kế Chim Zimbabwe truyền thống
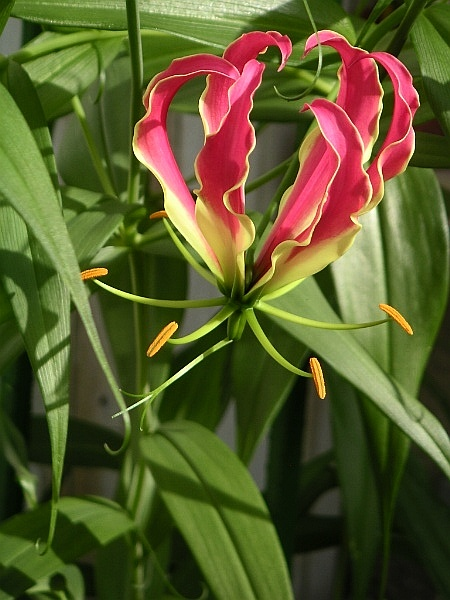
flame lily, quốc hoa của Zimbabwe

## Xếp hạng quốc tế
| Tổ chức                   | Khảo sát                    | Xếp hạng     |
| ------------------------- | --------------------------- | ------------ |
| Viện Kinh tế và Hòa bình  | Chỉ số Hòa bình toàn cầu    | 134 trên 144 |
| Tổ chức Minh bạch Quốc tế | Chỉ số nhận thức tham nhũng | 146 trên 180 |
| Diễn đàn Kinh tế Quốc tế  | Báo cáo cạnh tranh toàn cầu | 132 trên 133 |